# Mongo '70
Mongo '70 è un album di Mongo Santamaría, pubblicato dalla Atlantic Records nel 1970.

## Tracce
Lato A
1. Windjammer – 3:19 (Neal Creque) – Registrato il 13 maggio 1970 a New York
2. Yesterday's Tomorrow – 3:33 (Neal Creque) – Registrato il 15 maggio 1970 a New York
3. March of the Panther – 3:51 (Sonny Henry) – Registrato il 12 maggio 1970 a New York
4. Look Away – 4:06 (Neal Creque) – Registrato il 12 maggio 1970 a New York
5. Night Crawler – 4:32 (Charles Williamson) – Registrato il 13 maggio 1970 a New York

Lato B
1. The Whistler – 3:52 (Neal Creque) – Registrato il 14 maggio 1970 a New York
2. Adobo Criollo – 3:53 (Neal Creque) – Registrato il 15 maggio 1970 a New York
3. Mo' Do' – 3:56 (Neal Creque) – Registrato il 12 maggio 1970 a New York
4. Grass Roots – 4:13 (Marty Sheller) – Registrato il 14 maggio 1970 a New York
5. Dedicated to Love – 3:08 (Jon Hart) – Registrato il 12 maggio 1970 a New York

## Musicisti
- Mongo Santamaría  - congas, bongos
- Marty Sheller - conduttore musicale
- Neal Creque - pianoforte, pianoforte elettrico
- Israel Gonzalez - tromba
- Charles Williamson - cornetta
- Grant Reed - sassofono tenore, flauto
- Trevor Lawrence - sassofono baritono
- Roger Glenn - vibrafono, flauto
- Eric Gale - chitarra (brani : A2 & B3)
- Sonny Henry - chitarra (tranne nei brani : A2 & B3)
- George Ricci - violoncello (brano : A2)
- Kermit Moore - violoncello (brano : A2)
- Alfred Brown - viola (brano : A2)
- Selwart Clarke - viola (brano : A2)
- Emanuel Green - violino (brano : A2)
- Gene Orloff - violino (brano : A2)
- Harry Lookofsky - violino (brano : A2)
- Joe Malin - violino (brano : A2)
- Jon Hart - basso elettrico
- Jimmy Johnson - batteria
- Angel Allende - timbales, percussioni
- Julio Collazo - percussioni
- Osvaldo "Chihuahua" Martinez - percussioni
- Pelayo Diaz - percussioni